# جون سيوفي
جون سيوفي (بالإنجليزية: John Cioffi)‏ (7 نوفمبر 1956) مهندس كهربائي أمريكي ومعلم ومخترع ساهم في نظرية أنظمة الاتصالات، وخاصةً في نظرية الترميز ونظرية المعلومات. اشتهر البحث بأنه «والد DSL»،  كانت أبحاث سيوفي الرائدة مفيدة في جعل تكنولوجيا خط المشترك الرقمي (DSL) عملية وأدت إلى أكثر من 400 منشور وأكثر من 100 براءة اختراع معلقة أو مُصدرة، والعديد منها مرخص.

## سيرته الشخصية
ولد جون سيوفي ونشأ في إلينوي. حصل على بكالوريوس العلوم شهادة من جامعة إلينوي في أوربانا شامبين في عام 1978.
من عام 1978 إلى عام 1982، عملت سيوفي كمصمم مودم في Bell Laboratories في New Jersey. أثناء وجوده في Bell Laboratories ، التحق أيضًا بجامعة ستانفورد، حيث حصل على درجة الدكتوراه. شهادة في الهندسة الكهربائية عام 1984، تحت إشراف توماس كايلاث.
في عام 1984، ترك سيوفي Bell Labs للعمل في IBM كمحرك أقراص ثابت قراءة باحث قناة.
في عام 1986، بدأ سيوفي حياته المهنية في التدريس كأستاذ مساعد للهندسة الكهربائية في جامعة ستانفورد. أشرف سيوفي على الدكتوراه برامج لأكثر من 70 طالبًا على مدار أكثر من عقدين. أصبح بحثه وطلابه في مجال التعديل المنفصل متعدد النغمات (DMT) معتمدًا على نطاق واسع في تكنولوجيا خط المشترك الرقمي (DSL)، والتي تستخدم عادة للوصول إلى الإنترنت.
في عام 1991، في سن 35، أخذ سيوفي إجازة من Stanford لتأسيس Amati Communications Corporation. كانت رؤيته هي بناء أجهزة مودم DSL بناءً على بحثه وطلابه. تبعه العديد من الطلاب الحاليين والسابقين في سيوفي إلى Amati ، حيث بنوا مودم Prelude ، وهو مودم DSL يمكنه نقل أكثر من 6 ميغابت في الثانية على خط هاتف يبلغ طوله 9000 قدم. سيستمر مودم Prelude في الفوز بما أصبح يُعرف باسم "Bellcore ADSL Olympics" في عام 1993 من خلال أداء أفضل بكثير من أجهزة المودم التي تستخدم تقنيات تعديل الموجة الحاملة الفردية، مثل تعديل سعة التربيع (QAM) وتعديل طور اتساع الناقل (CAP)، بما في ذلك أجهزة المودم من AT&T و Bellcore.  يستخدم مئات الملايين من الأشخاص DSL استنادًا إلى ابتكارات Amati.
في عام 1993، عاد سيوفي إلى ستانفورد، على الرغم من أنه ظل متورطًا مع Amati كضابط ومدير حتى استحواذها على شركة Texas Instruments عام  تحولت اهتمامات سيوفي البحثية بعد ذلك إلى إدارة الطيف الديناميكية (DSM)، وهو تحسن في DSL يخفف من انقطاع الخدمة ويسمح لخطوط DSL بالعمل بمعدلات بيانات أعلى وأكثر موثوقية.
في عام 2003، أسست سيوفي شركة Adaptive Spectrum and Signal Alignment، Inc. ASSIA لمساعدة مقدمي الخدمات على تحقيق تحسينات في أداء وربحية شبكات DSL الخاصة بهم. يقدم عملاء ASSIA اليوم خدمة DSL لأكثر من 70 مليون مشترك في جميع أنحاء العالم.
في عام 2009، تسلم سيوفي منصب فخري في جامعة ستانفورد، كأستاذ فخري لهيتاشي في الهندسة.  وهو الآن الرئيس التنفيذي ورئيس ASSIA.

## الأوسمة والجوائز
تلقت سيوفي العديد من الجوائز والأوسمة. من بين هؤلاء:
- جائزة IEEE Leon K. Kirchmayer لتدريس الدراسات العليا (2014)
- جائزة IEEE ألكساندر جراهام بيل (2010)
- دكتوراه فخرية، جامعة ادنبره (2010)
- زميل دولي في الجمعية الملكية للهندسة (المملكة المتحدة) (2009)
- ماركوني زميل (2006)
- عضو الأكاديمية الوطنية للهندسة (2001)
- جائزة IEEE Koji Kobayashi للكمبيوتر والاتصالات (2001)
- IEEE ميدالية الألفية الثالثة (2000)
- IET J. J ميدالية تومسون (2000)
- جوائز جامعة إلينوي المتميزة (الهندسة الكهربائية 1999 وكلية الهندسة 2010)
- IEEE زميل (1996)
- جائزة الإنجاز المتميز، المعهد القومي الأمريكي للمعايير للمساهمات في ADSL عام 1995
- جائزة الإبداع الاقتصادي - الحوسبة والاتصالات (2010)

## منشورات مختارة
- T. Starr، M. Sorbora، J.M. سيوفي، and P.J. Silverman، DSL Advances، Prentice Hall، 2003.
- T. Starr، J.M. سيوفي، and P.J. Silverman، Understanding Digital Subscriber Line Technology، Prentice Hall، 1999.
- J.M. سيوفي، الفصل 4، «معادلة القرار - التغذية المرتدة من أجل نقل الحزمة مع ISI والضوضاء الغوسية» للاتصالات والحوسبة والتحكم ومعالجة الإشارات، تحية لتوماس كايلاث، المحررين أ. بولراج، ف. Schaper، Kluwer Academic Publishers، 1997.
- جي إم سيوفي، الفصل 34، «خطوط المشترك الرقمي غير المتماثل» من كتيب الاتصالات، رئيس التحرير، جي دي جيبسون، مطبعة CRC بالتعاون مع IEEE Press ، 1997.
- J.Mi سيوفي، الفصل 15، «التصفية التكيفية» من كتيب معالجة الإشارات الرقمية، المحررين S.K. Mitra and J.F. Kaiser، Van Nostrand Reinhold، 1988.